# Challenger de Praga 2022
El torneo Sparta Prague Open 2022 fue un torneo de tenis perteneció al ATP Challenger Tour 2022 en la categoría Challenger 80. Se trató de la 14.ª edición, el torneo tuvo lugar en la ciudad de Praga (República Checa), desde el 18 hasta el 24 de abril de 2022 sobre pista de tierra batida al aire libre.

## Jugadores participantes del cuadro de individuales
| Favorito | País                       | Jugador         | Rank1 | Posición en el torneo |
| -------- | -------------------------- | --------------- | ----- | --------------------- |
| 1        | Bandera de Alemania        | Daniel Altmaier | 67    | Segunda ronda         |
| 2        | Bandera de Alemania        | Mats Moraing    | 124   | Segunda ronda         |
| 3        | Bandera de China Taipéi    | Chun-hsin Tseng | 125   | Semifinales           |
| 4        | Bandera de Francia         | Lucas Pouille   | 138   | Primera ronda         |
| 5        | Bandera de Austria         | Dennis Novak    | 146   | Segunda ronda         |
| 6        | Bandera de República Checa | Tomáš Macháč    | 152   | Semifinales, retiro   |
| 7        | Bandera de República Checa | Vít Kopřiva     | 163   | Baja                  |
| 8        | Bandera de Austria         | Jurij Rodionov  | 167   | Segunda ronda         |
| 9        | Bandera de Kazajistán      | Dmitry Popko    | 173   | Primera ronda         |

- 1 Se ha tomado en cuenta el ranking del 11 de abril de 2022.

### Otros participantes
Los siguientes jugadores recibieron una invitación (wild card), por lo tanto ingresan directamente al cuadro principal (WC):
- Jonáš Forejtek
- Martin Krumich
- Michael Vrbenský

Los siguientes jugadores ingresan al cuadro principal tras disputar el cuadro clasificatorio (Q):
- Oleksii Krutykh
- Lucas Miedler
- Alejandro Moro Cañas
- Emilio Nava
- David Ionel
- Evgenii Tiurnev

## Campeones

### Individual Masculino
- Sebastian Ofner derrotó en la final a  Dalibor Svrčina, 6–0, 6–4

### Dobles Masculino
- Francisco Cabral /  Szymon Walków derrotaron en la final a  Tristan Lamasine /  Lucas Pouille, 6–2, 7–6(12)